# بوب رايس
بوب رايس (بالإنجليزية: Bo Rice)‏ هو لاعب كرة قاعدة أمريكي، ولد في 28 مايو 1899 في فيلادلفيا في الولايات المتحدة، وتوفي في 20 فبراير 1986 في إليزابيث تاون في الولايات المتحدة.

## وصلات خارجية
- بوب رايس على موقعبيزبول رفرنس.كوم (الدوري الرئيسي) (الإنجليزية)
- بوب رايس على موقعبيزبول رفرنس.كوم (الدوري الثانوي) (الإنجليزية)